# Hochstadl
L'Hochstadl (1.919 m s.l.m.) è la montagna più alta delle Alpi dell'Ybbstal e di tutte le Alpi della Bassa Austria. Si trova in Stiria.
L'Hochstadl è la montagna più importante del Kräuterin, gruppo montuoso di natura carsica.